# Doga
Pour les articles homonymes, voir Doga (Burkina Faso) et Eugen Doga.
Le doga (ou magabara) est une des langues de la pointe papoue, une langue océanienne, parlée sur la côte nord du cap Vogel, dans la province de la Baie Milne, par 200 locuteurs, pour une ethnie d'environ 330 individus. Il est très proche de l'are.